# Tesouro de Aliseda
O Tesouro de Aliseda foi encontrado num antigo depósito funerário tartesso achado em Aliseda (Cáceres). É essencialmente de ouro, onde predomina a técnica da filigrana e baixo relevo. 

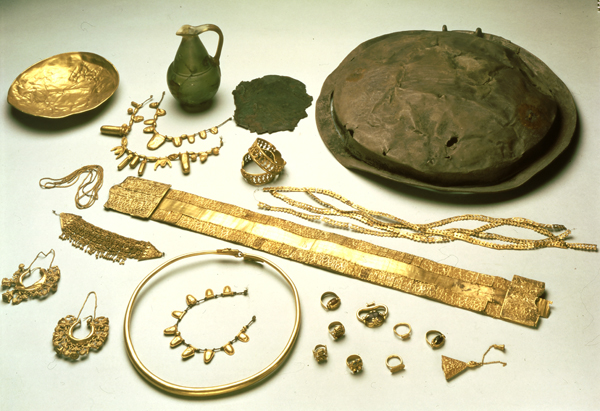
Tesouro de Aliseda

## Achado
O Tesouro de Aliseda foi encontrado em Fevereiro de 1920 na localidade de Aliseda, em Cáceres. Constituiu um achado casual, que ficou propriedade do estado espanhol desde Setembro de 1920, no Museu Arqueológico Nacional de Espanha. Tentaram vender as peças de forma clandestina, mas a venda foi interceptada e as peças foram levadas ao Museu Arqueológico Nacional, em Madrid.
Trata-se de um tesouro tartesso que data do Século VII a.C., sendo possível que algumas peças tivessem sido fabricadas a Oriente. Devido à forma rude como foi encontrado, e à inexistência de escavação, não se pôde precisar se se tratava de um tesouro ou de pertences em sepultura.

## Contexto histórico
Os objectos pertencem à Idade do Ferro (750-218 a. C.). Por essa altura, os fenícios chegaram à península atraídos pela abundância de metais, introduzindo um grande número de manufacturas de luxo. A sua presença e necessidade de produtos traduziu-se num desenvolvimento das comunidades locais.
O povo ibérico mais poderoso nesse momento era o reino de Tartesso, célebre por suas riquezas e longevidade dos seus monarcas, situado ao sul da Península Ibérica. A monarquia tartessa existia já desde princípios da Idade de Bronze (1800-750 a. C.). Os depósitos funerários fenícios eram ricos e abundantes, com muitas peças que incluíam objectos de origem grega ou egípcia. Os fenícios estenderam a sua influência entre o Tejo e a costa mediterrânica até Ampúrias (colónia fundada pelos gregos circa 600 a. C.).

## Descrição
O tesouro fez parte de um depósito funerário, de homem e mulher aristocratas com suas respectivas jóias: o cinto é masculino e a diadema feminina. O tesouro consta de um conjunto de peças como um braseiro e um copo de prata, um espelho de bronze, uma jarra de vidro com hieróglifos, bem como 285 objectos ou fragmentos de ouro, muitos deles com pedras semipreciosas. Este conjunto está trabalhado com granulado, filigrana e solda, técnica empregada pelos fenicios. Recentes investigações associam também estas peças a uma oficina peninsular, onde se fabricou um novo tipo de diadema com os extremos triangulares, símbolo tartéssico e antecedente dos diademas ibéricos posteriores, também realizados com os extremos triangulares.

### Colar

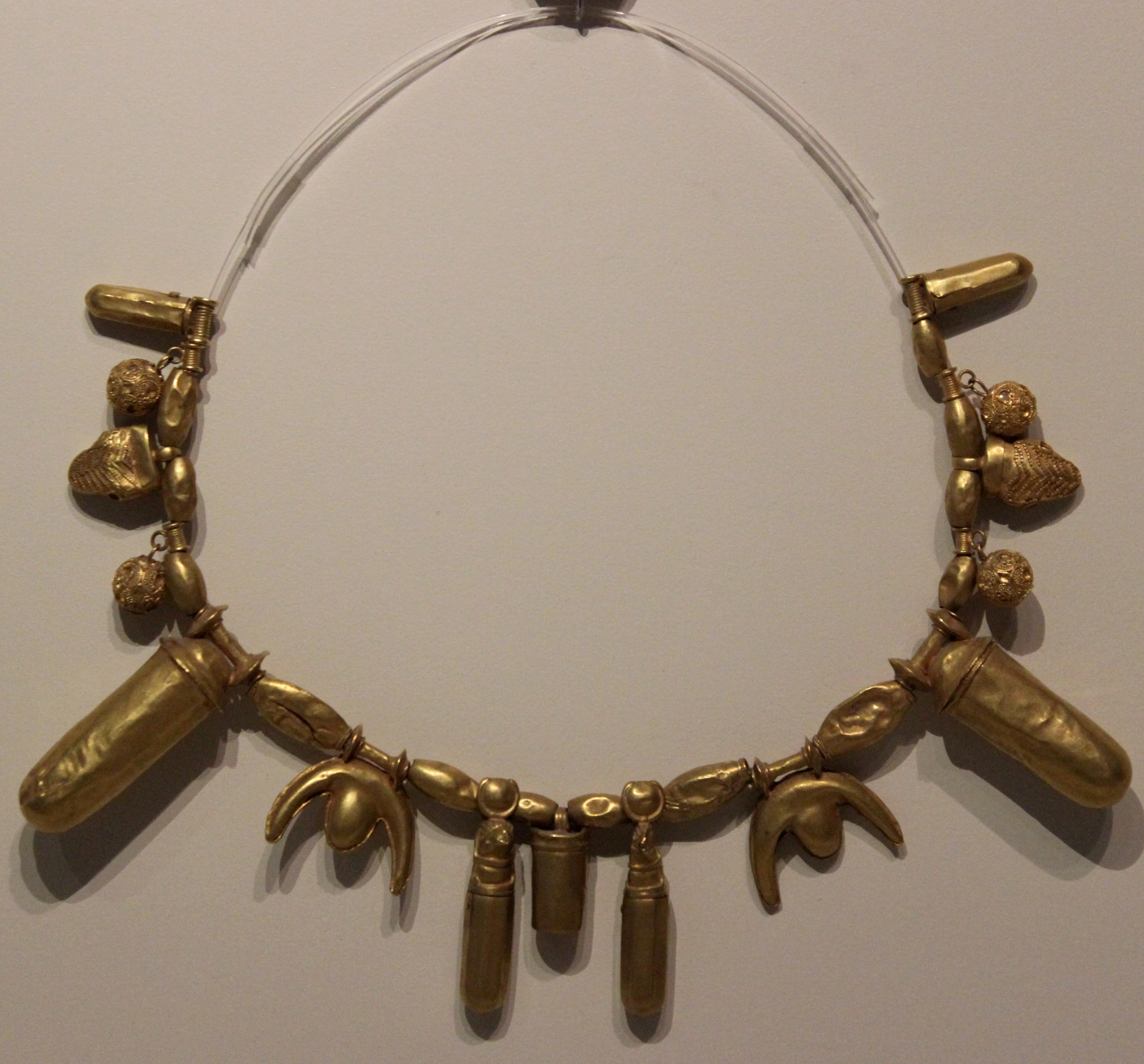
Colar

É um colar de ouro que está composto por 11 pingentes, quatro bolas e treze pendentes fusiformes de diferente tamanho. Destacam-se os pendentes teminados em cabeça de falcão; cabeça de serpente, ou forma de lua crescente. Os pendentes têm na parte superior um furo por onde passaria o fio.

### Diadema

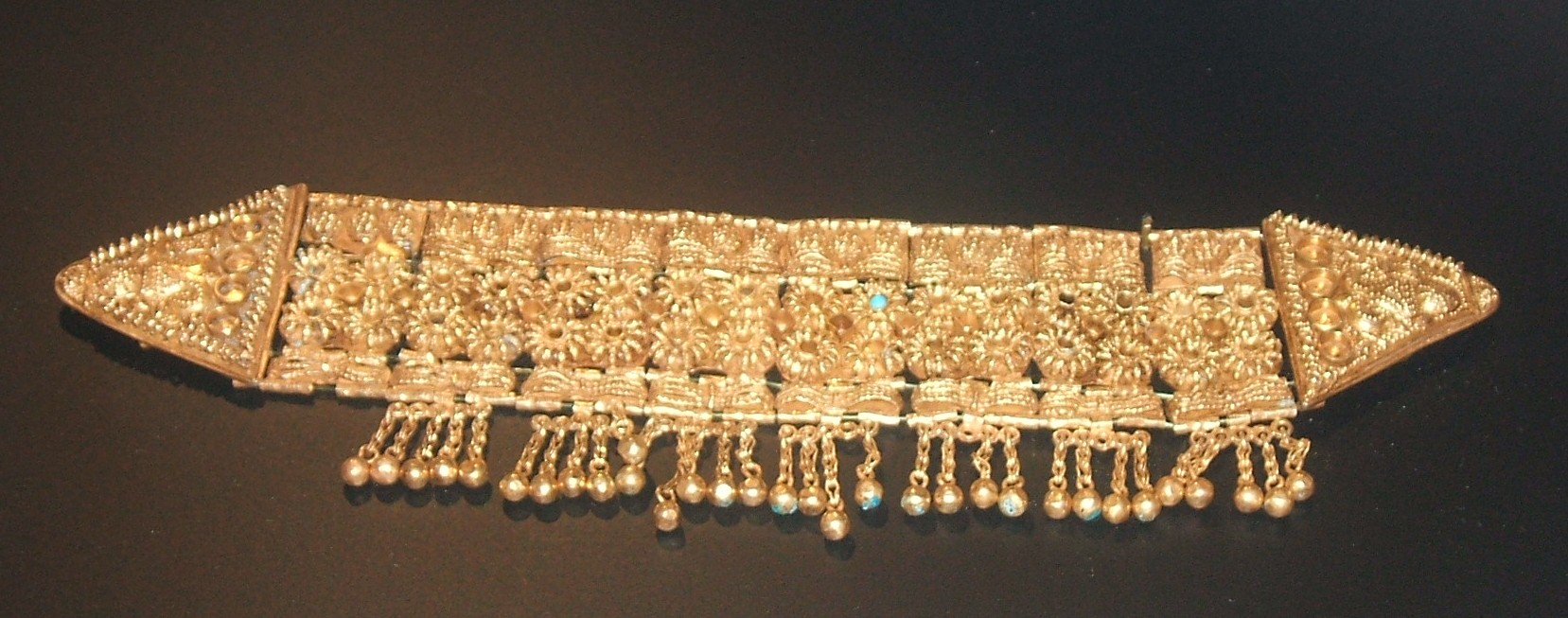
Diadema

O diadema é formado por uma lâmina composta de plaquetas quadradas formando uma faixa de dupla fileira de rosetas e esferas pendentes de pequenas correntes. Todas as rosetas conteriam pedras decorativas, mas somente se conserva uma turquesa. Cada um dos extremos triangulares é decorado com temas vegetais que conteriam possivelmente pedras.

### Bracelete

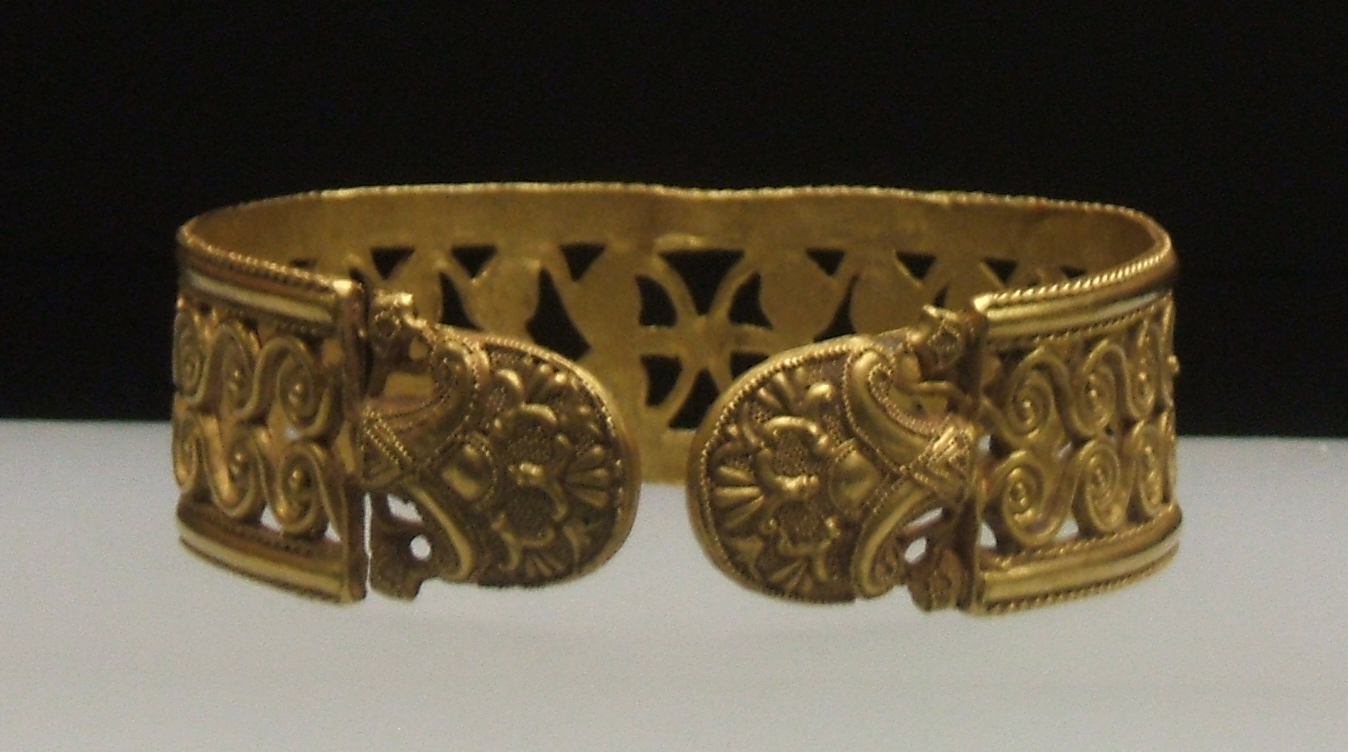
Pulseira

A bracelete é formada por uma grossa lâmina de ouro com trabalho intercalado de duas séries de espirais entrelaçadas que partem do centro para direcções opostas até os extremos. As extremidades da bracelete encontram-se decoradas com um cordão liso. Arremates finais dos extremos têm forma de palmas decoradas em seu interior com flores de lótus.

### Cinto

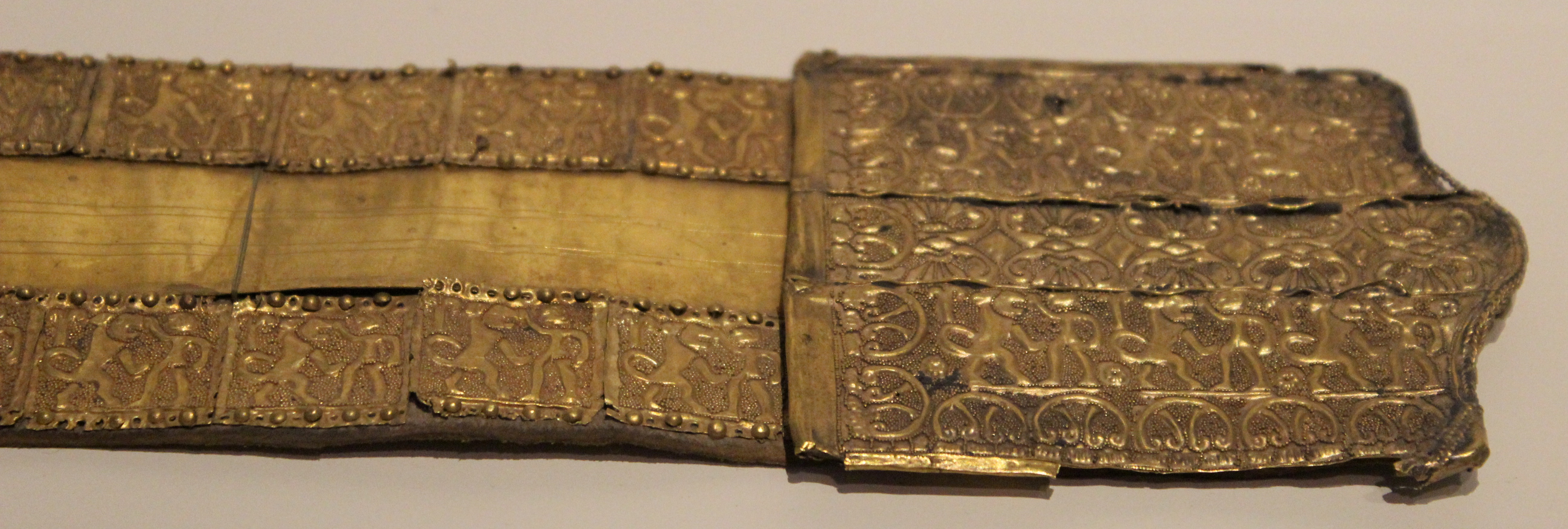
Detalhe do cinto.

É um cinto de 68 cm de comprimento, formado por pequenas placas de ouro que representam um deus-herói lutando com um leão, grifos alados percorrendo para a direita e palmetas. As figuras impressas realçam sobre o fundo granulado. Talvez tenha sido de um aristocrata que utilizou a iconografia oriental como símbolo de poder e prestígio.

### Placa do Cinto

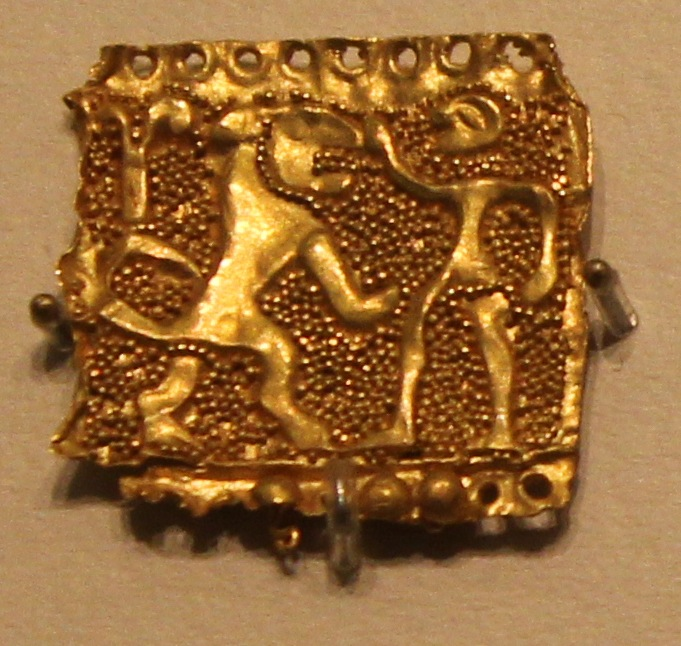
Placa do cinto.

A placa rectangular de ouro gravado em alto-relevo tem uma cena de uma luta entre um homem e um leão rampante. O trabalho está elaborado com influências fenícias no tecnicismo dos adornos de pequeno tamanho e na iconografia empregada.

### Jarra egípcia

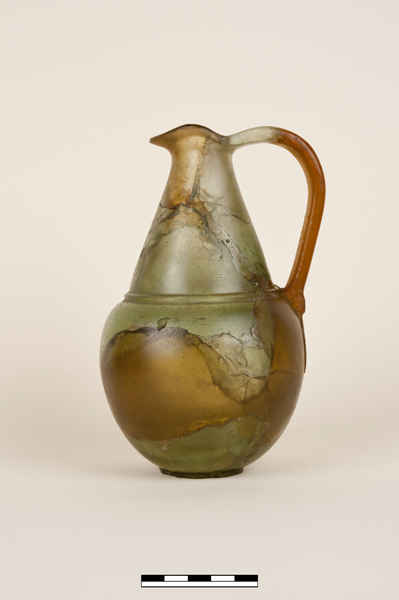
Jarra

A peça tem dimensões de 15 cm de altura por 9 cm de diâmetro. A jarra está gravada em vidro de cor verde, opaco e com as paredes muito grossas. É de corpo piriforme com uma alça e escrita hieroglífica, a sua procedência será egípcia tendo chegado à Península Ibérica como objecto de luxo.